# Jean Blanchard (maire de Nantes)
Pour les articles homonymes, voir Blanchard et Jean Blanchard.
Pour les autres membres de la famille, voir Famille Blanchard de la Musse.
Jean Blanchard, seigneur de Lessongère, baron du Bois de la Muce, né en 1575 à Fay-de-Bretagne et mort en 1651, est un magistrat et homme politique français, maire de Nantes de 1611 à 1613, conseiller du roi en son Conseil d'État et privé et premier président à la Chambre des comptes de Bretagne.

## Biographie
Jean Blanchard est le fils de Jean Blanchard, sieur de la Maisonneuve, notaire royal à Nantes, et de Jeanne Cosnier, dame de Tregonnet.  Il est le cousin de Guillaume Blanchard. 
Il épouse en 1597 Jeanne Rioteau de la Pilardière puis en 1601 Magdeleine Fruyneau (1587-1639) et enfin Marie de Sesmaisons. De son second mariage naissent :
- Jeanne Blanchard (1605-1633), épouse de François de Becdelièvre de La Bunelaye, premier président de la Chambre des comptes de Bretagne
- Marie Blanchard (1608-1663), épouse de René-Louis du Plessier, seigneur de Genonville et de La Blanchardière, capitaine et gouverneur des ville et château d'Ancenis
- César-Auffrey Blanchard (1612-1671), crée marquis du Bois de la Musse en 1651, premier président de la Chambre des comptes de Bretagne de 1636 à 1673, épouse Catherine de Bruc (fille de Jean de Bruc de La Grée (1576-1671) et sœur de René de Bruc de Montplaisir et de Suzanne du Plessis-Bellière)

Il est procureur au présidial de Nantes, maire de Nantes de 1611 à 1613, conseiller du roi en son Conseil d'État et privé, surintendant de la maison du duc de Vendôme, et procureur général de 1612 à 1619 puis premier président à la Chambre des comptes de Bretagne de 1634 à 1636.
Il acquiert la châtellenie du Bois et du Plessis de la Musse, dont il devient le baron.